# Breivikbotn
Breivikbotn è un villaggio della Norvegia, situato nella municipalità di Hasvik, nella contea di Finnmark.